# محوطه گلستان
محوطه گلستان مربوط به عصر آهن - دوره اشکانیان - دوره ساسانیان است و در شهرستان نیر، بخش مرکزی، دهستان دورسون خواجه، روستای گلستان واقع شده و این اثر در تاریخ ۱۵ دی ۱۳۸۷ با شمارهٔ ثبت ۲۴۳۰۸ به‌عنوان یکی از آثار ملی ایران به ثبت رسیده است.